# Puccinia gei
Puccinia gei är en svampart som beskrevs av McAlpine 1895. Puccinia gei ingår i släktet Puccinia och familjen Pucciniaceae.   Inga underarter finns listade i Catalogue of Life.